# Max Kruse (Autor)
Max Kruse (* 19. November 1921 in Kösen; † 4. September 2015 in Penzberg) war ein deutscher Schriftsteller und Kinderbuchautor.

## Leben
Max Kruse wurde 1921 als jüngster Sohn von insgesamt sieben Kindern des Bildhauers Max Kruse und der Puppenkünstlerin Käthe Kruse geboren. Die Malerin und Komponistin Maria Kruse war eine seiner Schwestern. Er besuchte kurz die Odenwaldschule in Ober-Hambach, war aber wegen Krankheiten lange Zeit vom regulären Schulunterricht befreit und aus demselben Grund später auch vom Kriegsdienst.
Nach dem Abitur in Weimar studierte er kurz Philosophie und Betriebswirtschaft an der Friedrich-Schiller-Universität Jena bis zu deren Schließung im Krieg. Nach dem Zweiten Weltkrieg baute er die mütterliche Firma Käthe-Kruse-Puppen, die in der DDR enteignet worden war, in der Bundesrepublik Deutschland neu auf. Danach arbeitete er als Werbetexter und später als freier Schriftsteller. Direkt nach dem Krieg heiratete Max Kruse Mechthild Heilner. 1952 wurde ein Sohn geboren, der im April 1968 mit dem Fahrrad tödlich verunglückte. 1954 folgte die Geburt einer Tochter. Kruse war Mitglied des PEN-Zentrums Deutschland.
Neben den Kinderbuchreihen um das „Urmel“ und Der Löwe ist los verfasste er viele weitere, darunter Der Morgenstern, Don Blech, Im weiten Land der Zeit und Lord Schmetterhemd, Jugendromane, Gedichte und eine große Zahl an Reiseberichten. Kruse gehörte dem wissenschaftlichen Beirat der Giordano-Bruno-Stiftung an. Ein religionskritisches Werk ist das 2008 erschienene Buch Antworten aus der Zukunft. Das Buch ist eine Neuauflage des 2007 unter dem Pseudonym Friedhelm Schenitz veröffentlichten Buches En(t)dzauberung. Herbst des Religionszeitalters.
Etliche seiner Bücher wurden von der Augsburger Puppenkiste verfilmt, so seine Löwen- und Urmelserie. Die Drehbücher dazu schrieb Manfred Jenning. 2013 überließ er sein Urmel der Giordano-Bruno-Stiftung für das Projekt „Evokids – Evolution in der Grundschule“ und gestaltete ein Urmel-Buch zum Thema Evolution mit dem Titel „Urmel saust durch die Zeit“.
Kruse wohnte ab 1986 in Untermaxkron, einem Ortsteil von Penzberg in Oberbayern. Er war in dritter Ehe mit Shaofang Kruse verheiratet. Penzberg veranstaltete zu seinen Ehren alljährlich die Max-Kruse-Tage und schreibt den Preis „Penzberger Urmel“ aus. Kruse starb am 4. September 2015 im Alter von 93 Jahren in seinem Wohnort.

## Auszeichnungen
- Bundesverdienstkreuz am Bande (30. Dezember 1992)[9]
- Kulturpreis Penzberg (1999)
- Großer Preis 2000 der Deutschen Akademie für Kinder- und Jugendliteratur
- Werner-Egk-Kulturpreis – Donauwörth (2005)
- Bayerischer Verdienstorden (2013)

## Werke

### Einzelgeschichten
- Kakadu in Nöten. Düsseldorf 1958.
- Sultan in der Klemme. Düsseldorf 1959.
- Der fremde Bill. In Schreibschrift. Ensslin & Laiblin, Reutlingen 1963.
- Ulli unterm Regenschirm, Hoch-Verlag Düsseldorf, 1964.
- Ruhige Insel gesucht. Roman, Engelhorn, 1965.
- Windkinder. Kindergedichte. Ensslin, 1968.
- Der kleine Mensch bei den 5 Mächtigen. Hoch-Verlag, Düsseldorf 1968 [Überarbeitete Neuauflage unter dem Titel Kerlchens wundersame Reise, 2001].
- König Knirps. Kinderbuch. Thienemann-Verlag, 1970 (bearbeitet und gekürzt als Schneider-Buch unter dem Titel Der lustigste König der Welt. Stuttgart 1979).
- Goldesel AG. Roman. Stahlberg, 1971.
- Großer Spaß im kleinen Zoo. Loewes-Verlag, 1973.
- Wenn der Hahn nicht kräht. Bilderbuch mit Amrei Fechner. A. Betz, 1979.
- Froki und der Schatz der Erde. Jugendroman, Thienemann-Verlag, 1979.
- Warum. Kleine Geschichten von großen Dingen. dtv-Originalausgabe, 1980.
- Shaofangs Reise. Reisebericht. Dtv-Originalausgabe, 1981.
- Federleicht. Gedichte. SKV-Edition, 1982.
- Caroline. Historische Abenteuerserie, 5 Bde. Franz-Schneider-Verlag, ab 1982.
- Ich will mit der Sonne gehen. Bilderbuch mit Amrei Fechner. Ravensburger, 1983.
- Die Versunkene Zeit. Biografie. DVA, 1983.
- Ägypten, das Geschenk des Nils. Reisebuch. Hallwag, 1984.
- Der Schattenbruder. Jugendroman. Ueberreuter, 1985 (Nominiert für den deutschen Jugendliteraturpreis 1985).
- China. Eine Reise von Peking bis Kanton. Reisebericht. Prestel, 1985.
- Der Ritter. Jugendroman, Ueberreuter, 1988.
- La Primavera. Roman. Edition Q, 1991 (+TB Der Kronenkranich. 1999).
- Anna zu Pferde. Jugendroman. Franz-Schneider-Verlag, 1992.
- Die behütete Zeit. Biografie. DVA, 1993.
- Hazard der Spielmann. Historischer Roman. Salzer, 1995.
- Der Auserwählte. Animurs Geschichte. Jugendroman. Gabriel, 1995. (Deutsche+Österreichische Jugendjury: unter den 5 bzw. 10 besten Büchern).
- Die verwandelte Zeit. Biografie. Wohlfarth, 1996.
- Der kleine Kreis. Bilderbuch, mit Ivan Gantschev. Patmos, 1998.
- Kerlchens wundersame Reise. Kinderbuch. Thienemann-Verlag, 2001, ISBN 3-522-17366-X.
- Ich bin ein Vogel aus Samarkand. Gedichte. Verlag St. Michaelsbund.
- Ein Klecks ging mal spazieren. Kindergedichte. Verlag St. Michaelsbund.
- Vorfrühling. Roman. List, 2006.
- 1000 Stiefel. Musikalisches Märchen mit Franz-David Baumann und Doris Eisenburger.
- Das große Geschichtenbuch. Mit Doris Eisenburger. 2009.
- Antworten aus der Zukunft. Angelika-Lenz-Verlag, (Überarbeitete Neuauflage des unter dem Pseudonym Friedhelm Schenitz erschienenen Buchs En(t)dzauberung. Herbst des Religionszeitalters.)
- Gott oder Nichtgott, das ist hier die Frage. Reflexionen. Angelika-Lenz-Verlag
- Besen, Besen, seid's gewesen. Eine Vorgeschichte der Aufklärung.Angelika-Lenz-Verlag, 2010.
- Die Tage mit Jantien. Die Geschichte einer Liebe. Roman. Thiele-Verlag, 2010.
- Die Froki-Saga. Neufassung von Froki und der Schatz der Erde. Angelika-Lenz-Verlag, 2010.
- Im Wandel der Zeit. Wie ich wurde, was ich bin. Biografie. Thienemann Verlag, 2011.
- Ich und du und Müllers Kuh. Geschichten und Gedichte. Boje-Verlag, 2011.
- Das silberne Einhorn. Eine Geschichte vom Wünschen. Thiele-Verlag, 2011, ISBN 978-3-85179-156-3.
- Mein Herz beginnt zu schweben. Gedichte. Thiele-Verlag, 2013, ISBN 978-3-85179-243-0.

### Buchserien

#### „Der Löwe“
1. Der Löwe ist los. 1947.
2. Kommt ein Löwe geflogen. 1966.
3. Der Löwe in der Grube. 1966.
4. Gut gebrüllt, Löwe. 1967.
5. Löwe gut, alles gut. 1969.
6. Der dicke Löwe kommt zuletzt. 1970.[10]

#### „Don Blech“
1. Don Blech und der goldene Junker. Düsseldorf 1971, von der Augsburger Puppenkiste 1973 als vierteilige Fernsehserie umgesetzt, siehe Don Blech und der goldene Junker.
2. Don Blech und der glutrote Vogel. Düsseldorf 1972; vom Walt Disney Musikverlag 1974 als Hörspiel umgesetzt.
3. Don Blech und der silberne Regen. Düsseldorf 1973; vom Walt Disney Musikverlag 1975 als Hörspiel umgesetzt.

- Ein Ableger der „Löwe“-Reihe in 3 Bänden mit Illustrationen von Horst Lemke, erschienen im Hoch-Verlag, Düsseldorf

#### „Urmel“
1. Urmel aus dem Eis. Ensslin & Laiblin Verlag, Reutlingen 1969.
2. Urmel fliegt ins All. Ensslin & Laiblin Verlag, Reutlingen 1970.
3. Urmel taucht ins Meer. Ensslin & Laiblin Verlag, Reutlingen 1970.
4. Urmel spielt im Schloß. Ensslin & Laiblin Verlag, Reutlingen 1972.
5. Urmel zieht zum Pol. Ensslin & Laiblin Verlag, Reutlingen 1972.
6. Urmel im Vulkan. Ensslin & Laiblin Verlag, Reutlingen 1973.
7. Urmels toller Traum. Ensslin & Laiblin Verlag, Reutlingen 1974.
8. Urmels großer Flug. Ensslin & Laiblin Verlag, Reutlingen 1974.
9. Urmel wird ein Star. Ensslin & Laiblin Verlag, Reutlingen 1975.
10. Urmels Lichterbaum im Eismeer. Thienemann Verlag, Stuttgart 1999.
11. Urmel fährt Ballon. Thienemann Verlag, Stuttgart 2000.
12. Urmel saust durch die Zeit. Unter Mitarbeit von Michael Schmidt-Salomon. Thienemann Verlag, Stuttgart 2013.

#### „Lord Schmetterhemd“
1. Lord Schmetterhemd. Besuch aus dem Jenseits.  Mit Illustrationen von Erich Hölle. Hoch-Verlag, Düsseldorf 1974.
2. Lord Schmetterhemd. Der Tödliche Colt.  Mit Illustrationen von Erich Hölle. Hoch-Verlag, Düsseldorf 1975.
3. Lord Schmetterhemd. Der Geist des Großen Büffels.  Mit Illustrationen von Erich Hölle. Hoch-Verlag, Düsseldorf 1976.

- Lord Schmetterhemd. Spuk im wilden Westen. Gesamtausgabe. Thienemann-Verlag, 2000, ISBN 3-522-17415-1.

#### „Die Schnurfe“
1. Die Schnurfe in der goldenen Stadt. Mit Illustrationen von Erich Hölle. Thienemann-Verlag, Stuttgart 1975.
2. Die Schnurfe bauen sich ein Haus. Mit Illustrationen von Erich Hölle. Thienemann-Verlag, Stuttgart 1977.

#### „Kasper Lari“
1. Kasper Laris neue Kleider. Mit Illustrationen von Erich Hölle. Loewes-Verlag, Bayreuth 1976.
2. Kasper Laris in der Klemme. Mit Illustrationen von Erich Hölle. Loewes-Verlag, Bayreuth 1976.
3. Kasper Laris Abenteuer – Die Zaubertaube. Mit Illustrationen von Erich Hölle, Franz-Schneider-Verlag, 1975.
4. Kasper Laris Abenteuer – Die Räuberbande. Mit Illustrationen von Erich Hölle, Franz-Schneider-Verlag, 1980.
5. Kasper Laris Abenteuer – Das Spukschloss. Mit Illustrationen von Erich Hölle, Franz-Schneider-Verlag, 1981.

#### „Der Morgenstern“ (Trilogie)
1. Die weite Fahrt.
2. Die Insel der Ritter.
3. Ein Perlenmantel. („Jugendbuch des Monats“ März 1993)

#### „Im weiten Land der Zeit“
1. Im weiten Land der alten Zeit – Vom Urknall bis Galilei. C. Bertelsmann, 1997.
2. Im weiten Land der neuen Zeit – Von Galilei bis heute. C. Bertelsmann, 1998. („Jugendbuch des Monats“ Dezember 1998)
3. Welt im Werden.
4. Welt des Glaubens.
5. Welt im Aufbruch.
6. Zu neuen Welten.

### Autobiografien
- Die versunkene Zeit. Bilder einer Kindheit im Käthe-Kruse-Haus. Knaur, 1991, ISBN 978-3-426-02348-8.
- Die behütete Zeit. Eine Jugend im Käthe-Kruse-Haus. Books on Demand, 2000, ISBN 978-3-89811-717-3.

### Sonstige
Sendungen und Reiseberichte im Bayerischen Rundfunk; TV-Verfilmungen mit der Augsburger Puppenkiste, Hörspiele für Kinder und Erwachsene; Theaterstücke, auch für Kinder, darunter:
- Die Nacht der leuchtenden Pantoffeln, Linz 1976.
- Les Chants d’Avignon, (Aufführung vor dem Papstpalast in Avignon 1988); Chorwerk mit Musik von Holger Jung in Penzberg 2006.
- Musical „Die Brücke der Zukunft“ von Hans-Georg Wolos nach „Froki und der Schatz der Erde“, (Uraufführung in Neumünster Oktober 1995).
- Ich will keine Lady sein, Musical mit Hans Posegga und Holger Jung, Uraufführung Johannesburg, Deutsche Erstaufführung Penzberg 2002.
- „Urmel,“ Zeichentrickserie in der ARD 1996/97.
- „Urmel aus dem Eis,“ animierter Kinofilm von Reinhard Klooss, 2006.
- „Urmel voll in Fahrt,“ animierter Kinofilm von Reinhard Klooss, 2008.

Viele Videos und Audiokassetten – Übersetzungen ins Chinesische, Dänische, Englische, Estnische, Finnische, Französische, Niederländische, Italienische, Japanische, Katalanische, Koreanische, Polnische, Russische, Schwedische.

## Herausgeber von Hörbüchern
- Traumspiel um Papa Luna. Hörspiel. BR 1979, HR 2001, mit Dieter Borsche
- Federleicht und Windkinder. Gedichte und Geschichten. CD-Patmos 1998, (Sprecher: Otto Sander)
- Urmel aus dem Eis. 5 Hörbücher. Gesprochen von Dirk Bach, Patmos ab 2002
- Eine Schultüte voller Geschichten. Gelesen von Dirk Bach. Der Audio Verlag (DAV), Berlin 2010, ISBN 978-3-89813-957-1 (Lesung, 2 CDs, 158 Min.)